# Рамона Зібенгофер
Рамона Зібенгофер (29 липня 1991 , Тамсвег, Зальцбург ) — Австрійська гірськолижниця. Учасниця зимових Олімпійських ігор 2018.

## Результати в Кубку світу
Усі результати наведено за даними Міжнародної федерації лижного спорту.

### Підсумкові місця в Кубку світу за роками
| Сезон | Вік | Загальний залік | Слалом  | Гігантський слалом | Супергігант | Швидкісний спуск | Гірськолижна комбінація |
| ----- | --- | --------------- | ------- | ------------------ | ----------- | ---------------- | ----------------------- |
| 2010  | 18  | 90              | —       | 30                 | —           | —                | —                       |
| 2011  | 19  | 0 балів         | 0 балів | 0 балів            | 0 балів     | 0 балів          | 0 балів                 |
| 2012  | 20  | 0 балів         | 0 балів | 0 балів            | 0 балів     | 0 балів          | 0 балів                 |
| 2013  | 21  | 0 балів         | 0 балів | 0 балів            | 0 балів     | 0 балів          | 0 балів                 |
| 2014  | 22  | 62              | —       | 39                 | 46          | 37               | 7                       |
| 2015  | 23  | 70              | —       | 40                 | 42          | 37               | 13                      |
| 2016  | 24  | 47              | —       | 38                 | 32          | 18               | 34                      |
| 2017  | 25  | 39              | —       | —                  | 31          | 17               | 13                      |
| 2018  | 26  | 29              | —       | —                  | 21          | 19               | 6                       |
| 2019  | 27  | 15              | —       | —                  | 19          | 3                | 17                      |
| 2020  | 28  | 27              | —       | 31                 | 31          | 22               | 5                       |
| 2021  | 29  | 19              | —       | 12                 | —           | 13               | —                       |

Станом на 17 січня 2021 року

### П'єдестали в окремих заїздах
- 2 перемоги — (2 ШС)
- 5 п'єдесталів — (5 ШС)

| Сезон | Дата           | Місце проведення           | Дисципліна       | Місце |
| ----- | -------------- | -------------------------- | ---------------- | ----- |
| 2016  | 4 грудня 2015  | Озеро Луїза (Канада)       | Швидкісний спуск | 3-тє  |
| 2019  | 18 грудня 2018 | Валь-Гардена (Італія)      | Швидкісний спуск | 3-тє  |
| 2019  | 18 січня 2019  | Кортіна-д'Ампеццо (Італія) | Швидкісний спуск | 1-ше  |
| 2019  | 19 січня 2019  | Кортіна-д'Ампеццо (Італія) | Швидкісний спуск | 1-ше  |
| 2021  | 26 лютого 2021 | Валь ді Фасса (Італія)     | Швидкісний спуск | 2-ге  |

## Результати на чемпіонатах світу
Усі результати наведено за даними Міжнародної федерації лижного спорту.
| Рік  | Вік | Слалом | Гігантський слалом | Супергігант | Швидкісний спуск | Гірськолижна комбінація |
| ---- | --- | ------ | ------------------ | ----------- | ---------------- | ----------------------- |
| 2017 | 25  | —      | —                  | —           | 9                | —                       |
| 2019 | 27  | —      | —                  | 15          | 7                | 4                       |
| 2021 | 29  |        | 5                  |             | 5                | 5                       |

## Результати на Олімпійських іграх
Усі результати наведено за даними Міжнародної федерації лижного спорту.
| Рік  | Вік | Слалом | Гігантський слалом | Супергігант | Швидкісний спуск | Гірськолижна комбінація |
| ---- | --- | ------ | ------------------ | ----------- | ---------------- | ----------------------- |
| 2018 | 26  | —      | —                  | —           | 10               | 7                       |